# Жак Йона
Жак Даниел Йона (на ладино: Jacques Daniel Jonah) е български евреин, книжар, комунистически активист.

## Биография
Роден е в 1908 година в Солун, тогава в Османската империя.
След Първата световна война в 1921 година семейството му емигрира в България и се установява в Пловдив, където Йона попада под влиянието на леви идеи.
В 1932 година се преселва в София. Влиза в ръководството на лявото еврейско читалище „Бялик“. В 1935 година наема книжарница на улица „Паскал Паскалев“ до Техническото училище. Като книжар развива широка конспиративна дейност, като разпространява леви вестници, списания и книги. Урежда и специална библиотека за ползване от марксическите кръжоци в Техническото училище. След възстановяването на търговските отношения между България и СССР започва широко да разпространява съветски вестници и списания. На 28 февруари 1941 година е арестуван и изтезаван.
След завладяването на Солун от Нацистка Германия през април е предаден на Гестапо в Солун, откъдето следите му се губят.